# Ascher Oszkár
Ascher Oszkár (Budapest, 1897. augusztus 20. – Budapest, 1965. október 25.) Kossuth-díjas magyar színész, előadóművész, színészpedagógus, színházigazgató, kiváló művész.

## Életpályája
Ascher Mózes (1865–1942) magánhivatalnok és Frőschel Paulina (1869–1929) fia. Műszaki pályára készült, a József Műegyetem elvégzése után, 1923-tól mérnökként dolgozott az egyik budapesti gépgyárban. Azonban már egyetemi évei idején színészetet tanult Ódry Árpád magánnövendékeként. 1921-től tartott önálló esteket, 1926–28-ban a Teréz körúti Színpadon, Nagy Endre kabaréjában, 1931-ben pedig a Képeskönyv Kabaréban lépett színpadra versmondással. 1927-ben átvette a nyomdai- és építőmunkások szavalókórusának igazgatását is. 1933–1939 között az Országos Színészegyesület színészképző iskolájának tanára, közben 1938-ban fellépett a Városi Színházban is.

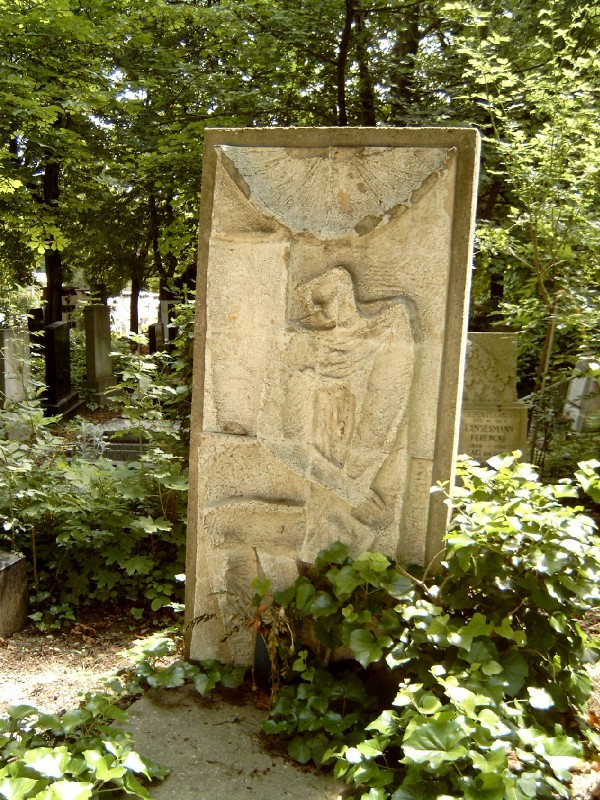
Ascher Oszkár sírja Budapesten. Farkasréti temető: 39-2-12.

1944-ben munkaszolgálatos lett, majd szabadulása után, 1945-ben belépett a Pódium Kabaré tagjai közé, majd 1947–1949 között a társulat igazgatója volt. Közben a Magyar Rádió rendezője is volt. 1946–47-ben a Művészben, 1949-ben a Belvárosi Színházban is kapott szerepeket. 1950–51-ben az Úttörő művésze volt, 1951-ben a Faluszínházhoz szerződött, amelynek 1957-től haláláig igazgatója is volt.
1957–59 között az Irodalmi Színpadon önálló esteket tartott, 1959-ben a Bartók Teremben is játszott. 1946–1950 között a Színház- és Filmművészeti Főiskolán tanított beszédművelést.
Beszédtanára Szamosi Lajos hangpedagógus volt, aki speciális módszerével feljavította hangját és beszédét, a másfél éves együttműködés nagy hatást gyakorolt rá. Ascher Oszkár az 1964-ben kiadott Minden versek titkai című emlékiratában részletesen leírta, hogy mit tanult Szamositól.
Színészként elsősorban groteszk karaktereivel aratott sikert, míg önálló estjeivel és irodalmi műsoraival, versértelmezéseivel a patetikusságtól és deklamálástól mentes színészi stílus megteremtésében játszott fontos szerepet.
Tagja volt a lengyel–magyar kapcsolatok ápolását célul tűző, elsősorban irodalommal foglalkozó Magyar Mickiewicz Társaságnak.
Felesége Balázs Gabriella Mária volt.
Fiai Ascher Tamás rendező, 2006-tól 2014-ig a Színház- és Filmművészeti Egyetem rektora és Ascher Zoltán.

## Színpadi szerepeiből
A Színházi adattárban regisztrált bemutatóinak száma: színész-54 rendező-3.

### Színdarabok
- Hypokritos (Jean Giraudoux: Trójában nem lesz háború)
- Írnok (Jean Anouilh: Euridiké)
- Mr. Willerspoon (Joseph Kesselring: Arzén és levendula)
- Roger inas (Agatha Christie: Tíz kicsi néger)
- 11. számú esküdt (Reginald Rose: Tizenkét dühös ember)
- Jégeső gróf (Gáli József: Erős János)
- Ahunbajev kapitány (Valentin Katajev: Az ezred fia)
- Öregecske (Babay József: Három szegény szabólegény)
- Müller (Szergej Mihalkov: Haza akarok menni)
- Horvai (Mándi Éva: Hétköznapok hősei)
- Karinthy Frigyes: Így írtok ti
- Krutyickij (Alekszandr Osztrovszkij: Karrier)

### Irodalmi Színpad
- A Föld ébresztése (1957)
- Új tavaszi seregszemle (1957. április 3.)
- Heltai Jenő irodalmi est (1957. április 23.)
- A Nagyvilág irodalmi estje (1957.április 30.)
- Fényes koszorú (1957. május 5.)
- Villon és kora (1957. június 12.)
- Arany János: Toldi (1957. június 17.)
- Nagy Endre-est (1957. november 9.)
- Csehszlovák költők estje (1957. november 27.)
- Brecht emlékest születésének 60. évfordulójára (1958. január 18.)
- Tajtékos ég (1958. február 19.)
- Kínai költők estje (1958. február 21.)
- Régi szép idők (Gábor Andor-est) (1958. november 11.)
- Nyugat-est (1958. január 2.)
- Nagy Lajos-est (1958. február 4.)
- Petőfi-est (1958. március 15.)
- Népek barátsága (1958. május 20.)
- Ez a harc (1958)
- Az életért (1958. november 6.)
- Babits est (1958. február 4.)
- A barátság ébresztése (1959. február 11.)
- Majakovszkij elmondja életét (1959. február 18.)
- József Attila-est (1959. március 1.)
- Komját Aladár emlékest (1959. március 11.)
- Kosztolányi Dezső-est (1959. április 22.)
- Árad tiszta fényed (1958)
- Ady-est (1958. szeptember 22.)
- Sok téma keres egy szerzőt
- Szállj, költemény! (1961)

### Önálló estjei
- Ascher Oszkár Karinthy-estje (1957)
- Ascher Oszkár előadóestje (1958)

### Rendezései
- Viktor Tyipot: Nyugtalan boldogság
- Nagy Lajos: Tanyai történet

## Főbb művei
- Beszédművészet (1937)
- Láthatatlan színház (Mányai Lajossal és Simon Zsuzsával, 1941)
- A versmondás művészete és a színpadi beszéd (1953)
- Kis szavalókönyv (1956)
- Tiszta szívvel. Szép versek szavalókönyve; szerk. Ascher Oszkár, Réz Pál; Móra, Budapest, 1957
- Előadóművész különpróba; Móra, Budapest, 1960 (Úttörő különpróbafüzetek)
- Minden versek titkai. Életrajzi regény; Szépirodalmi, Budapest, 1964

## Filmszerepei
- Teljes gőzzel (1951)
- Rokonok (1954)
- Budapesti tavasz (1955)
- Ünnepi vacsora (1956)
- Hannibál tanár úr (1956)
- Keserű igazság (1956)
- Éjfélkor (1957)
- Micsoda éjszaka! (1958)
- Don Juan legutolsó kalandja (1958)
- Felfelé a lejtőn (1959)
- Álmatlan évek (1959)
- Szerelem csütörtök (1959)
- Pár lépés a határ (1959)
- A megfelelő ember (1960)
- Merénylet (1960)
- Mindenki ártatlan? (1961)
- Isten őszi csillaga (1963)
- Meztelen diplomata (1963)
- Igen (1964)
- Új Gilgames (1964)
- A helység kalapácsa (1965) - tévéjáték

## Emlékezete
- Ma egy budapesti amatőr színház viseli nevét.
- Molnár Gál Péter megemlékezése születésének 100. évfordulóján.